# 신재원 (1959년)
신재원(1959년 ~ )은 미국 항공우주국(NASA) 항공연구 총괄본부 본부장을 지냈고 2019년 9월부터 현재 현대자동차그룹 UAM사업부장, 사장을 역임하고 있다. 

## 개요
신재원(1959년 ~) 현대자동차그룹 UAM사업부 사장은 도심용 항공 모빌리티 사업을 구체화하고, 다양한 글로벌 기업과의 협력 체계를 만들어가는 기업인이다. 기계공학 전공 및 박사 과정을 마친 후 항공 관련 연구 및 개발에 집중하고 있다.    

## 학력
- 1982년 연세대학교 기계공학 학사
- 1985년 캘리포니아주립대학교롱비치교대학원 기계공학 석사
- 1989년 버지니아공과대학교 대학원 기계공학 박사

## 경력
1982년 연세대학교 기계공학 학사 졸업 후 1989년 미국 버지니아공과대학교 대학원 기계공학 박사로 졸업했다. 1989년부터 미국 항공우주국(NASA) 클리블랜드 글렌 리서치센터에 입사해 항공 안전 및 항법 시스템 연구개발을 담당했다. 이후 1998년 글렌리서치센터 항공안전기술개발실 실장으로 지냈고, 2001년 항공연구본부 본부장을 맡았다. 
2008년 동양인 최초 미 항공우주국 최고위직인 항공연구총괄본부 본부장을 역임했다. 미국 항공우주국(NASA)에서 30년간 재직하며 플라잉 카(flying car)와 무인항공시스템(UAS · Unmanned Aerial System) 등 미래항공 연구와 전략방향을 설계하는 역할을 하였다. 
2019년 9월부터 현재까지 현대자동차그룹의 도심용 항공 모빌리티 사업 핵심 기술을 전담하는 UAM(Urban Air Mobility)사업부 담당 사장이다. 신재원 사장은 항공 안전과 항공 교통 관제 기술 분야에서 오랜 연구를 지속한 전문가로 현대자동차그룹의 항공 인프라, 항공관제체계 등 도심용 항공 모빌리티 사업을 구체화하고 있다. 특히, 저공비행용 교통시스템 개발을 위해 미국 연방항공청(FAA)을 비롯해 구글, 우버, 보잉 등 다양한 글로벌 기업과의 협력 체계를 이끌어냈다.

## 수상
- 2008년 미국 대통령상(Presidential Rank Award)
- 2016년 미국 대통령상(Presidential Rank Award)

## 참고 자료
- UAM
- CES 인터뷰 - NASA 출신 신재원 박사